# Suzanne Jacob
Pour les articles homonymes, voir Jacob (homonymie).
Œuvres principales
Suzanne Jacob, née Barbès le 26 février 1943 à Amos, en Abitibi, est une écrivaine, poète, romancière, chanteuse et scénariste québécoise. Elle est l’auteure d’une œuvre abondante et particulièrement variée, qui a fait l’objet de plusieurs études savantes.

## Biographie
Issue d'une famille de lecteurs et de musiciens, elle voue dès l'enfance un intérêt aux mots. Pensionnaire dans un petit collège de Nicolet où enseignent des religieuses peintres, musiciennes et comédiennes, elle y fait la plus grande partie de ses études. C'est par la correspondance avec son grand-père qu'elle développe sa plume dans sa jeunesse. Pourtant, elle n'envisage jamais de faire carrière dans le domaine de l'écrit. Après ses études à Nicolet, elle étudie la littérature et l'histoire de l'art à l’Université de Montréal, où elle obtient un baccalauréat ès arts en 1964. Elle participe à deux créations de la troupe théâtral Les Apprentis-sorciers. Elle enseigne le français de 1969 à 1974.
Elle se fait d'abord connaître comme auteure-compositrice-interprète dans les années 1960-1970. Elle est couronnée du prix du Patriote en 1970 pour sa carrière musicale. Son succès en musique lui permet de se consacrer plus aisément à l’activité littéraire.  
En 1978, elle publie son premier roman, intitulé Flore Cocon, qui attire l'attention du public et des critiques. L’écriture apparaît rapidement comme une nécessité pour elle. Essais, romans, poésie, nouvelles, elle explore toutes les formes de l’écrit. L’auteure ne cherche délibérément pas à se ranger dans une spécificité générique, puisque l’essentiel pour elle, c’est d’écrire.
Elle participe à la promotion de la littérature québécoise en fondant en 1978 une maison d’édition, Le Biocreux, avec Paul Paré, où paraît La Survie (1979), son premier recueil de nouvelles.
Elle continue de produire à un rythme particulièrement soutenu pendant les années 1980 une suite d'ouvrages où reviennent les thèmes de l'affranchissement de la femme envers les traditions, du poids de l'emprise familiale et du conformisme social, ainsi que de la menace et de la violence qui régissent les relations de pouvoir au sein du couple et de la famille. Son roman Laura Laur remporte le prix du Gouverneur général 1983, catégorie roman, mais c'est L'Obéissance (1991), récit sans concessions d'une mère infanticide, qui demeure son plus gros succès critique et public.
Elle remporte un second prix du Gouverneur général 1998, cette fois dans la catégorie poésie, pour La Part de feu. 
Parallèlement à ses romans et poèmes, Suzanne Jacob fait également entendre sa voix de femme dans Liberté et dans la revue féministe La Gazette des femmes dans laquelle elle assure la chronique «Ah!» de 1981 à 1991.
Elle fait partie de l'Académie des arts et des lettres du Québec depuis 2001. La même année paraît Rouge, mère et fils, « une fiction où de nombreuses histoires individuelles se superposent et se nouent de façon tout à fait étonnante ».
L'œuvre de l'écrivaine est traduite en anglais, espagnol, allemand, roumain et italien.

## Œuvre

### Romans et récits
- Flore Cocon, Montréal, Parti pris, 1978 ; réédition, Montréal, l'Hexagone,coll. « Typo » no 58, 1990
- Laura Laur, Paris, Seuil, 1983 ; réédition, Montréal, Boréal, coll. « Boréal compact » no 107, 1999 - Prix Québec-Paris, prix du Gouverneur général
- La Passion selon Galatée, Paris, Seuil, 1986; réédition (sous le titre « Galatée »), Montréal, Boréal, coll. « Boréal compact » no 350, 2024
- Maude, Outremont, NBJ, coll. « Liberté grande », 1988
- Les Aventures de Pomme Douly, Montréal, Boréal, 1988
- Plages du Maine, Outremont, NBJ, 1989
- L'Obéissance, Paris, Seuil, 1991 ; réédition, Montréal, Boréal, coll. « Boréal compact » no 41, 1993
- Rouge, mère et fils, Paris, Seuil, 2001 ; réédition, Montréal, Boréal, coll. « Boréal compact » no 171, 2005
- La Part sans poids de nous-mêmes, en collaboration avec Muriel Englehart et Dominique Malaterre, Montréal, Éditions du Passage, 2003.
- Wells, Montréal, Boréal, 2003
- Fugueuses, Montréal, Boréal, 2005, réédition, Montréal, Boréal, coll. « Boréal compact » no 313, 2019

### Recueils de nouvelles
- La Survie, Montréal, Le Biocreux, 1979 ; réédition, Montréal, BQ, 1989
  - en cela: 6550
  - (de): 6550. trad. Frauke Rother. Volk & Welt, Berlin 1997
- Parlez-moi d'amour, Montréal, Boréal, 1998
- Un dé en bois de chêne, Montréal, Boréal, 2010
- Feu le soleil, Montréal, Boréal, 2019

### Poésie
- Poèmes I : Gémellaires, Montréal, Le Biocreux, 1980
- Filandere Cantabile, Paris, Marval, 1990
- Les Écrits de l'eau, Montréal, l'Hexagone, 1996
- La Part de feu, Montréal, Boréal, 1997 - Prix littéraire Radio-Canada, prix du Gouverneur général.
- Amour, que veux-tu faire?, Montréal, Boréal, 2011

### Essais
- La Bulle d'encre, Montréal, Presses de l'Université de Montréal/Boréal, 1997 ; réédition, Montréal, Boréal, coll. « Boréal compact » no 130, 2001 - Prix de la revue Études françaises
  - « Des images de synthèse » dans la bulle d'encre (1997)
- Le Bal des humains, Laval, Les 400 Coups, 2007 (en collaboration avec le sculpteur Patrick Cady)
- Histoires de s'entendre, Montréal, Boréal, 2008
- « Une utopie réalisée », Études françaises, vol. 50, nos 1-2,‎ 2014, p. 99-101 (lire en ligne)

### Chroniques
- Ah...!, Montréal, Boréal, coll. « Papiers collés », 1996

### Autobiographie
- Comment pourquoi, Notre-Dame-des-Neiges, Éditions Trois-Pistoles, coll. « Écrire », 2002

### Scénario
- La Boîte de Pandore, Laval, Les 400 Coups, 2000

## Filmographie

### En tant que scénariste
- 2000 : La Beauté de Pandore, film québécois réalisé par Charles Binamé, avec Pascale Bussières et Jean-François Casabonne

## Discographie
- Suzanne Jacob (1979)
- Une humaine ambulante (1980)

## Prix et honneurs
- 1979 - Finaliste du Prix du Gouverneur général, La Survie
- 1983 - Prix Québec-Paris, Laura Laur
- 1983 - Prix du Gouverneur général : romans et nouvelles de langue française, Laura Laur
- 1996 - Prix littéraires Radio-Canada, La Part de feu
- 1997 - Prix de la revue Études françaises
- 1998 - Prix du Gouverneur général : poésie de langue française, La Part de feu précédé de Le Deuil de la rancune
- 2006 - Finaliste du Prix littéraire des collégiens pour Fugueuses[3]
- 2008 - Prix Athanase-David
- Membre de l'Académie des lettres du Québec[4]